# カワイイメタル
カワイイメタル（kawaii metal、あるいはアイドルメタル<idol metal>,、カワイイコア<kawaiicore>など）とは2010年代初頭に日本で誕生したヘヴィメタルとJ-POPの要素を融合した音楽ジャンルである。典型的なカワイイメタルの組成は、J-POPのメロディーと日本のアイドル美学をヘヴィメタルと組み合わせることを含む。
日本のガールグループBABYMETALは、カワイイメタルの創作と成功で称えられている。BABYMETALに加えて、LADYBABYのようなグループもこのジャンルでメディアの注目を集めた。

## 歴史と特徴
日本のヘヴィメタルアイドルグループBABYMETALは、カワイイメタルの創設者と見なされている。City Timesのアンジェリカ・ウォリングフォードは、BABYMETALの同名のデビュー・アルバムがカワイイメタルという音楽ジャンルを開拓したと述べている。ウォリングフォードは、このジャンルとアルバムを「ポップ、ロック、ヘヴィメタル、エレクトロニック・ダンス・ミュージック、インダストリアル、そして、シンフォニックデスメタルを含む様々なジャンルの混合物」と定義した。インデペンデントの客員寄稿者は、このジャンルはJ-POPと様々なエクストリーム・メタル、すなわち「スピードメタル、パワーメタル、ブラックメタル、及びインダストリアルメタル」の派生物であると考えていると語っている。サンデー・モーニング・ヘラルド（シドニー・モーニング・ヘラルドの日曜版）のロブ・ナッシュはBABYMETALについての話題のなかで、このジャンルは「スラッシュメタルよりも甘いポップメロディー」から構成されていると語っている。ナッシュは、グループの歌「あわだまフィーバー」（「METAL RESISTANCE」収録）がそのジャンルを例示していると語った。「怒っているギタースラブと予想外に速いブレイクビーツ。一方、女の子たちは"あわだまフィーバー"とチューインガムについて語っている」。
レディビアードとLADYBABYについて論じたサンデー・モーニング・ヘラルドのジェイク・クリーランドは、このジャンルを「彼のヘヴィメタルデスヴォイスを伴うサッカリンポップ」と定義した 。雑誌「paper」のアレックス・ワイスは、「甘い甘いポップフックがついたハードロック」と定義している。ワイスは、BABYMETALの曲「KARATE」と「Road of Resistance」を例にして、カワイイメタルの歌詞が他のメタルジャンルのそれと異なっていると説明している。「通常、ほとんどの（メタル）ジャンルのヒット曲に含まれる超男性的で攻撃的な特徴が欠けている」。Cracked.comのフェリックス・クレイもまたこのジャンルの歌詞は攻撃的な歌詞はあまりないと考えていると語っている。「ポピュラー音楽が話題にするような子猫、チョコレート、楽しさ」。
ヴォーカルは基本的に女性である。かわいい＝女性的であることは言うに及ばず、重厚な演奏を背景に突き抜ける高音の女声ヴォーカルの特性から女声ヴォーカルとHR/HMの親和性が高いことについても指摘される。

## 主なアーティスト
| アーティスト名      | 国       | デビュー年 | 出典   |
| ------------------- | -------- | ---------- | ------ |
| Aldious             | 日本     | 2008年     | [ 10 ] |
| BABYMETAL           | 日本     | 2010年     | [ 11 ] |
| BAND-MAID           | 日本     | 2013年     | [ 12 ] |
| BiS                 | 日本     | 2010年     | [ 13 ] |
| BiS階段             | 日本     | 2012年     | [ 1 ]  |
| Dazzle Vision       | 日本     | 2003年     | [ 14 ] |
| DEADLIFT LOLITA     | 日本     | 2017年     | [ 15 ] |
| DOLL$BOXX           | 日本     | 2012年     | [ 11 ] |
| IRONBUNNY           | 日本     | 2018年     | [ 16 ] |
| 仮面女子            | 日本     | 2013年     | [ 17 ] |
| LADYBABY            | 日本     | 2013年     | [ 11 ] |
| ももいろクローバーZ | 日本     | 2008年     | [ 17 ] |
| NECRONOMIDOL        | 日本     | 2014年     | [ 18 ] |
| PassCode            | 日本     | 2013年     | [ 19 ] |
| Satanic Punish      | 日本     | 2019年     | [ 20 ] |
| ポピー              | アメリカ | 2014年     | [ 21 ] |